# Laurier-Klasse
Die Laurier-Klasse war eine Klasse von zwei 64-Kanonen-Linienschiffen der französischen Marine, die von 1691 bis 1704 in Dienst stand.

## Allgemeines
Die Klasse wurde von dem Schiffbauingenieur Pierre Masson entworfen und unter seiner Bauaufsicht zwischen März 1690 und Mai 1691 in Bayonne gebaut. Beide Schiffe gehörten, zur Zeit ihrer Indienststellung, in der Rangeinteilung der Schiffe der französischen Marine zum 2. Rang. Im Jahr 1696 wurden beide Schiffe in den 3. Rang herabgestuft, kehrten aber im Folgejahr in ihren alten Rang zurück.

## Einheiten
| Name    | Bauwerft         | Kiellegung | Stapellauf      | Indienststellung | Verbleib |
| ------- | ---------------- | ---------- | --------------- | ---------------- | --- |
| Laurier | Werft in Bayonne | März 1690  | Dezember 1690   | April 1691       | Ab 1704 Hulk in Toulon und am 27. April 1707 Befehl zum Verkauf, im Juni 1707 selbstversenkt (Belagerung von Toulon), später zum Abbruch gehoben |
| Sirène  | Werft in Bayonne | März 1690  | 14. Januar 1691 | Mai 1691         | Am 22. Oktober 1704 bei Vigo gestrandet (Seeschlacht bei Vigo), durch die Niederländer erbeutet und verbrannt                                    |

## Technische Beschreibung
Die Klasse war als Batterieschiff mit zwei durchgehenden Geschützdecks konzipiert. Die Laurier hatte eine Länge von 44,18 Metern (Geschützdeck) bzw. 37,84 Metern (Kiel), eine Breite von 11,86 Metern und einen Tiefgang von 5,36 Metern bei einer Verdrängung von 900/1810 Tonnen. Die Sirène hatte eine Länge von 44,50 Metern (Geschützdeck) bzw. 37,84 Metern (Kiel), eine Breite von 12,13 Metern und einen Tiefgang von 5,36 Metern bei einer Verdrängung von 985 Tonnen. Sie waren Rahsegler mit drei Masten (Fockmast, Großmast und Kreuzmast). Der Rumpf schloss im Heckbereich mit einem Heckspiegel, in den Galerien integriert waren, die in die seitlich angebrachten Seitengalerien mündeten.
Die Besatzung hatte im Frieden eine Stärke von 327–357 Mann und im Kriegsfall 387 Mann (7 Offiziere und 320–350 bzw. 380 Unteroffiziere bzw. Mannschaften). Die Bewaffnung der Klasse bestand bei Indienststellung aus 64 Kanonen.
|                | Unteres Batteriedeck            | Oberes Batteriedeck | Backdeck       | Achterdeck     | Kanonen (Geschossgewicht) |
| -------------- | ------------------------------- | ------------------- | -------------- | -------------- | ------------------------- |
| Design         | 24 × 24-Pfünder                 | 26 × 12-Pfünder     | 4 × 6-Pfünder  | 10 × 6-Pfünder | 64 Kanonen (237,90 kg)    |
| 1698 (Laurier) | 10 × 24-Pfünder 14 × 18-Pfünder | 26 × 12-Pfünder     | 10 × 6-Pfünder | 10 × 6-Pfünder | 60 Kanonen (211,464 kg)   |
| 1699 (Sirène)  | 24 × 24-Pfünder                 | 26 × 12-Pfünder     | 6 × 6-Pfünder  | 6 × 6-Pfünder  | 56 Kanonen (226,149 kg)   |